# Tre Skud for 25
Tre Skud for 25 er en amerikansk stumfilm fra 1921 af Edward F. Cline og Buster Keaton.

## Medvirkende
- Buster Keaton
- Bartine Burkett som Nickelnurser
- Ingram B. Pickett som Tiny Tim
- Charles Dorety
- Alfred St. John